# Cobbler Island
Cobbler Island är en ö i Kanada.   Den ligger i provinsen Newfoundland och Labrador, i den östra delen av landet, 1 600 km öster om huvudstaden Ottawa. Arean är 0,33 kvadratkilometer.
Terrängen på Cobbler Island är platt.